# アモールショッピングセンター
アモールショッピングセンターは、北海道旭川市豊岡に所在する大型商業施設（ショッピングセンター）である。

## 概要
旭川電気軌道が施設を保有している。同社の軌道路線（東川線・東旭川線、1972年12月31日の運行をもって廃止）の駅である旭川追分駅の跡地と周辺に建設されたショッピングセンターであり、駅のあった場所はショッピングセンターの駐車場となっている。

## テナント
1階の核テナントであるスーパーマーケットは、開業当初は旭川電気軌道の子会社が運営する「旭友ストアー」が入居していたものの、同社の事業撤退を受け生活協同組合コープさっぽろが継承することとなった。旭友ストアーは2010年5月16日に閉店、コープさっぽろが2010年7月2日に開店した。しかしコープさっぽろも2019年10月31日をもって閉店し、跡地には2020年3月27日にイオン北海道が運営するディスカウント型食品スーパー「ザ･ビッグ」が開店した。
2階には、核テナントとしてダイエーが1984年1月2日に開店し食品以外の商品を取り扱っていたものの、2005年9月30日に閉店。2階跡地には長谷川産業の家具店「スイートデコレーション旭川店」が入居するも2015年3月29日をもって閉店（後継店舗として、同年3月13日にアルティモール東神楽店内に「スイートデコレーション東神楽店」を開店）、その後はジョイフィットなどの各種テナントが入居している。
また2階には、2018年3月28日よりホッカイドウ競馬の場外発売所「Aiba旭川」が入居している（それまで営業していた「旭川レーシングセンター」から移転）。

### その他の主なテナント
最新情報は公式サイトを参照。
- 1階
  - ピーターパン・えびすだこ
  - ザ･ビッグ
  - Seria
  - Honeys
  - SHOO LA RUE
  - ASBee fam.
  - Marue（マルエー）
- 2階
  - プレビ
  - 第一生命
  - Curves
  - JOY FIT YOGA
  - FIT365